# Norfolk-Gletscher
Der Norfolk-Gletscher ist ein 20 km langer Gletscher im westantarktischen Marie-Byrd-Land. Er fließt von der Wisconsin Range in westlicher Richtung zum Reedy-Gletscher, in den er zwischen dem Mount Soyat und dem Mount Bolton einmündet.
Der United States Geological Survey kartierte ihn anhand eigener Vermessungen und mittels Luftaufnahmen der United States Navy zwischen 1960 und 1964. Das Advisory Committee on Antarctic Names benannte ihn 1967 nach der US-amerikanischen Stadt Norfolk in Virginia, Standort der meteorologischen Einheit der Unterstützungstruppen der US Navy in Antarktika.